# Potez 15
El Potez 15 (también escrito Potez XV) era un monomotor, biplano, de observación y bombardeo, de dos asientos francés. Diseñado como una aventura privada por Louis Coroller y construido por la compañía Potez para la Aéronautique Militaire, 
, el modelo tuvo éxito comercial en el extranjero, ganando contratos con Dinamarca (8), España (12) y el Reino de Yugoslavia y bajo licencia en Polonia por las firmas PWS y Plage i Laśkiewicz (135 unidades) y en Rumanía por IAR (120) .

## Diseño y desarrollo
El avión fue diseñado a principios de 1920 por Louis Coroller director técnico de la firma Avions Henry Potez. Era un desarrollo del caza SEA IV construido por Société d'Etudes Aéronautiques, una empresa anterior de Henry Potez y Coroller. El prototipo voló en octubre de 1921, siendo exhibido en el Salon de l'aéronautique en el Grand Palais de París de ese mismo año. Era un biplano convencional con un patín de cola y un tren de aterrizaje fijo; contaba con un motor Lorraine 12Db de 276 kW (370 cv), el que más tarde fue reemplazado por un Renault 12Fe de 224 kW (300 cv).
Después de que una positiva evaluación, la aeronave fue ordenada por la Aéronautique Militiare como aparato de reconocimiento aéreo. Los primeros aviones estuvieron fabricados y entregados a fines de 1923.
Los aviones de serie estaban propulsados con el motor Lorraine-Dietrich 12Db, siendo construidos en Francia 410 unidades. Este aeroplano fue construido en dos variantes militares principales: Potez 15 Un2 reconocimiento aéreo y Potez 15 B2 bombardero-reconocimiento aéreo. Solamente se construyó un prototipo de la variante Potez 15 HO2 hidroavión de flotadores. 
La variante de exportación Potez XVII de 1923, fue construida únicamente para Bulgaria, con el mismo motor LD 12Db. Este avión fue diseñado para soslayar y así cumplir con las restricciones impuestas a Bulgaria por el Tratado de Neuilly-sur-Seine . Derrotada al final de la Primera Guerra Mundial, este país tenía prohibido poseer aviones militares; para eludir esta situación, Bulgaria adquiere aviones declarados como "civiles" o "postales" de ahí sus matrículas civiles (véase fotografía).

## Usuarios
Dinamarca
- Hærens Flyvertropper

 Francia
- Aéronautique Militaire

 Yugoslavia
- JKRV

 Polonia
- Siły Powietrzne

 Rumanía
- Aeronautica Regală Românã

 España
- Aeronáutica Militar

 Bulgaria
- Reales Fuerzas Aéreas búlgaras

## Especificaciones técnicas (Potez 15B2)

### Características generales
- Tripulación: 2
- Longitud: 8,7 m
- Envergadura: 12,68 m
- Altura: 3,2 m
- Superficie alar: 46 m²
- Peso vacío: 1.487 kg
- Peso cargado: 1.950 kg
- Peso útil: 463 kg
- Planta motriz: 1× lineal V12 refrigerado por agua Lorraine-Dietrich 12Db.
  - Potencia: 309 kW (415 HP; 421 CV)
- Hélices: 1× bipala de paso fijo por motor.

### Rendimiento
- Velocidad máxima operativa (Vno): 202 km/h
- Alcance: 510 km
- Techo de vuelo: 4.200 m
- Régimen de ascenso: 3,9 m/s (768 ft/min)

### Armamento
- Ametralladoras: 1× ametralladora Vickers de 7.7 mm delantera

  - 2 x ametralladora Lewis de 7.7 mm montadas en soporte de aro para el observador/bombardero
- Bombas: 125 kg (276 lb) de carga

- Datos: Q3075690
- Multimedia: Potez XVII / Q3075690